# Самбука

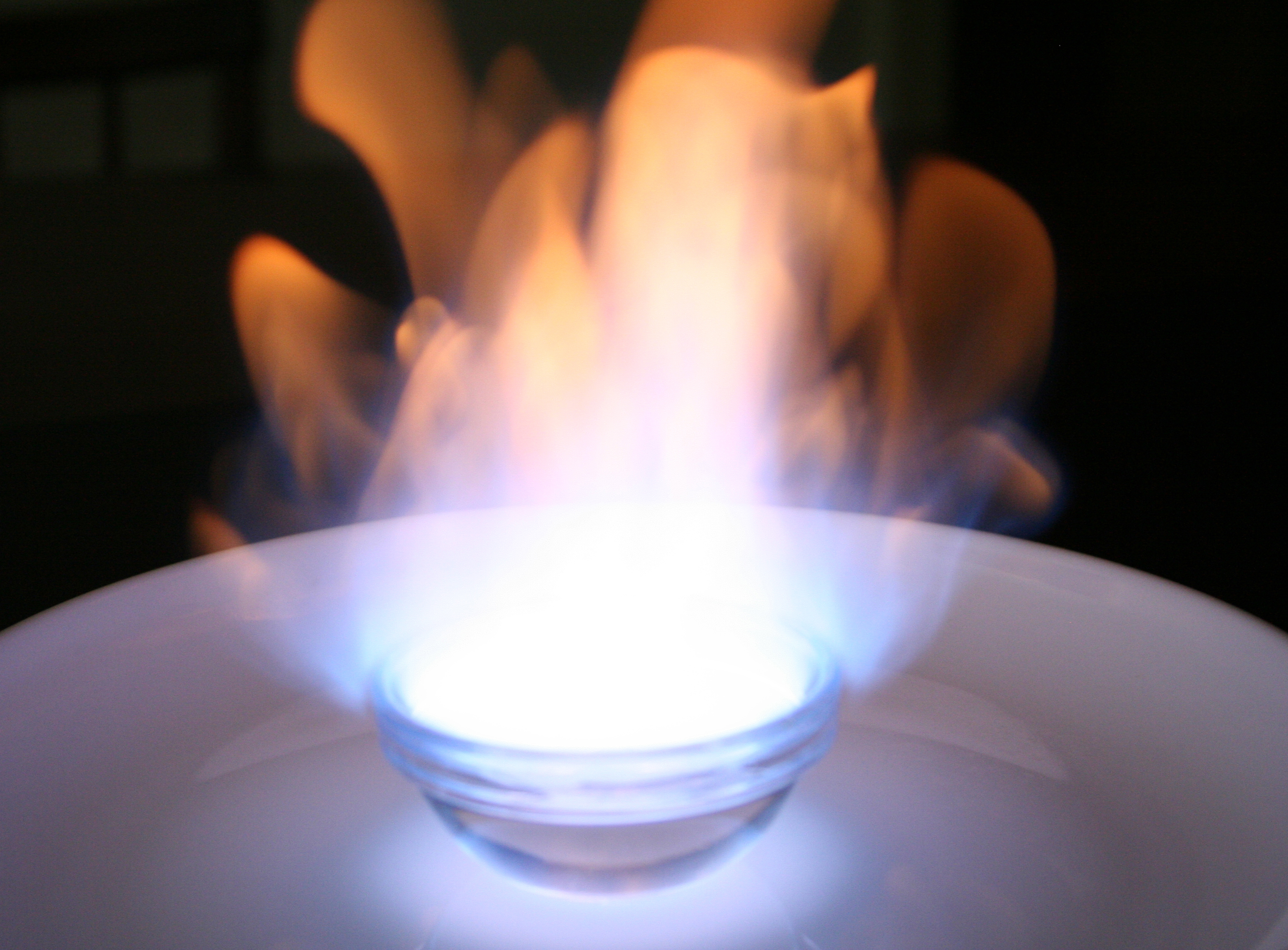
Палаюча самбука

Самбу́ка (італ. sambuca) — італійський лікер з ароматом анісу. Зазвичай це прозора солодка рідина з вмістом спирту 38-42 %, є темні і навіть червоні різновиди самбуки. Виготовляється з пшеничного спирту, цукру, зірчастого анісу, витяжки з ягід бузини і набору ароматичних трав, точний склад яких тримається в секреті.

## Назва
Назва самбука дуже схожа з назвою бузини чорної — Sambucus nigra. І основною версією є те, що для урівноваження анісового аромату в самбуку додається витяг з ягід бузини. Однак найбільший виробник самбуки, компанія Молінарі, стверджує, що бузина не має ніякого відношення ні до назви, ні до вмісту напою, що породило низку версій походження назви:
- Можливо, назва напою походить від арабського слова «zammut», що перекладається як « зірчастий аніс» — основний елемент самбуки.
- Є версія, що назва самбуки походить від назви італійського міста (Самбука-Пістоїєзе чи Самбука-ді-Сицилія).
- Крім того, можливо, що так називався арабський тип корабля, на якому привозили цей алкогольний напій.

## Історія
У Середньовіччі сарацини привезли в Рим напій на основі зірчастого анісу. Його використовували як лікарський засіб і заради задоволення, в кінці снідання. Цей напій вважається прабатьком сучасної самбуки.
Італійське слово Самбука було вперше використано як ім'я іншого лікеру на основі анісу, який було створено в Чівітавеккії близько 130 років тому.
Перша комерційна версія такого напою вийшла наприкінці 1800 року в Чівітавеккії завдяки Луїджі Манзі, що почав продавати Самбуку Манзі (Sambuka Manzi), яка й виробляється до цього часу.
В 1945 році Анджело Молінарі експериментуючи у змішуванні трав'яних настоїв з винами і спиртами, розробив рецептуру лікеру на основі анісу і назвав його Sambuca Extra Molinari. Він заснував компанію з виробництва цього напою в маленькому прибережному містечку Чівітавеккія в 50 милях на північ від Риму. Завдяки зусиллям, докладеним спочатку Анжело, а потім послідовно трьома його синами — Мафалда, Марчелло і Антоніо, лікер Sambuca Extra Molinari сьогодні займає 70 % італійського ринку самбуки.

## Способи вживання
В жодному разі не намагайтесь пити палаючу самбуку. Інакше можна обпекти губи, обличчя та волосся.
Існує безліч способів вживання самбуки, ось кілька з них:
- Традиційний італійський спосіб приготування — самбука con mosca (буквально «з мухами»); самбука подається з трьома кавовими зернами, кинутими у напій. Вони уособлюють здоров'я, багатство і щастя.
- Самбуку п'ють і в чистому вигляді як діжестів.
- Напій підпалюють в стопці, дають горіти. Вогонь через деякий час гасне, і самбуку швидко випивають, поки вона тепла.
- Беруть два келихи, в один наливають лікер, підпалюють і переливають у другий келих (або ж келих повертається навколо своєї осі — для того, щоб не лопнуло скло), потім перший келих перевертають і ставлять на блюдце. Між тим блюдцем і келихом повинна бути паперова серветка, в неї вставлена пластмасова трубочка. Напій п'ють, а потім вдихають вміст другого келиха через трубочку. Кавові зерна розгризають.
- Також самбуку вживають у складі коктейлів. Наприклад, «вогнянний» — у високу рівну чарку наливають кілька шарів алкогольних напоїв у порядку зростання градусу, а саме: будь-який легкий лікер, шампанське, самбука, горілка, абсент. Напій підпалюється і п'ється через трубочку. Запивається, якщо треба, лимонним соком.